# Hélène Langevin-Joliot
Hélène Langevin-Joliot (Paris, 19 de setembro de 1927) é uma física nuclear francesa.
Estudou no Institut de physique nucléaire d'Orsay, um laboratório que foi fundado por seus pais Irène Joliot-Curie e Frédéric Joliot-Curie. É membro do comitê consultivo do governo francês. É atualmente professora de física nuclear do Instituto de Física Nuclear da Universidade de Paris e uma Diretora de Pesquisa do Centre national de la recherche scientifique (CNRS). É também conhecida por seu trabalho em encorajar ativamente as mulheres para seguir carreira em campos científicos.
Faz parte do comitê que concede o "Marie Curie Excellence Award", um prêmio destinado a pesquisadores europeus de destaque.
De 2004 a 2012, Hélène Langevin-Joliot foi presidente da União Racionalista

## Família
Seu marido, Michel Langevin, é neto do físico Paul Langevin (que em 1919 teve um caso com a viúva Marie Curie, avó de Hélène), que foi também um físico nuclear no Instituto; seu filho Yves, nascido em 1951, é um astrofísico.
Langevin-Joliot descende de uma família de famosos cientistas:
- Seus avós maternos foram Marie e Pierre Curie, famosos por seus estudos sobre radioatividade, pelos quais receberam o Nobel de Física de 1903, juntamente com Antoine Henri Becquerel. (Marie Curie foi também a primeira pessoa a receber dois Prêmios Nobel em duas áreas, sendo o segundo o Nobel de Química de 1911, por sua descoberta do rádio e do polônio.)
- Seus pais, Jean Frédéric Joliot-Curie (nascido Joliot, e que foi orientado por Marie) e Irène Joliot-Curie (nascida Curie), receberam o Nobel de Química de 1935, por sua descoberta da radioatividade artificial.
- Seu irmão Pierre Joliot é um bioquímico que contribuiu para o estudo da fotossíntese.

Em resposta ao legado de sua família, Langevin-Joliot regularmente concede entrevistas e apresenta palestras sobre sua história.
Seu conhecimento sobre a história da família levou-a a escrever a introdução de Radiation and Modern Life: Fulfilling Marie Curie's Dream.